# Morti nel 2011/Marzo
| Questa pagina contiene informazioni ricavate automaticamente dalle voci biografiche con l'ausilio del template Bio e di un bot. L'aggiornamento è periodico e automatico e ricostruisce completamente la pagina. Se manca una persona in questa lista, sei pregato di non aggiungerla, ma accertati piuttosto che la sua voce biografica contenga il template Bio e che i dati anagrafici siano correttamente compilati. Se il template Bio manca, inseriscilo tu stesso o, in alternativa, metti l'avviso {{tmp\|Bio}} che ne segnala la mancanza. Se i dati riportati sono sbagliati, correggi direttamente la voce biografica; le modifiche saranno visibili in questa lista entro pochi giorni. Per chiarimenti vedi il progetto biografie. La lista contiene solo le 149 persone che sono citate nell'enciclopedia e per le quali è stato implementato correttamente il template Bio. Pagina aggiornata al 18 lug 2025. |

- 1º marzo - John Lounge, astronauta e ingegnere statunitense (n. 1946)
- 1º marzo - Ion Monea, pugile rumeno (n. 1940)
- 2 marzo - Shahbaz Bhatti, politico pakistano (n. 1968)
- 2 marzo - Anthony Brooke, nobile malese (n. 1912)
- 2 marzo - Thor Vilhjálmsson, scrittore islandese (n. 1925)
- 3 marzo - Aldo Clementi, compositore e teorico musicale italiano (n. 1925)
- 3 marzo - Paquito Diaz, attore e regista filippino (n. 1932)
- 3 marzo - James Elliot, astronomo statunitense (n. 1943)
- 3 marzo - Irena Kwiatkowska, attrice polacca (n. 1912)
- 3 marzo - Mauro Masi, pittore italiano (n. 1920)
- 4 marzo - Krishna Prasad Bhattarai, politico nepalese (n. 1924)
- 4 marzo - Mario Condorelli, medico e politico italiano (n. 1932)
- 4 marzo - Charles Jarrott, regista e attore inglese (n. 1927)
- 4 marzo - Ed Manning, cestista e allenatore di pallacanestro statunitense (n. 1944)
- 4 marzo - Ruby Muhammad, religiosa statunitense (n. 1907)
- 4 marzo - Johnny Preston, cantante statunitense (n. 1939)
- 4 marzo - Alenush Terian, astronoma e fisica iraniana (n. 1920)
- 4 marzo - Simon van der Meer, fisico olandese (n. 1925)
- 5 marzo - Mario Coppola, fisico italiano (n. 1937)
- 5 marzo - Alberto Granado, biologo e scrittore argentino (n. 1922)
- 5 marzo - Oswald Georg Hirmer, vescovo cattolico e missionario tedesco (n. 1930)
- 5 marzo - Galina Koževnikova, storica e giornalista russa (n. 1974)
- 5 marzo - Viktor Vorošilov, calciatore sovietico (n. 1926)
- 6 marzo - Jean Bartel, modella e conduttrice televisiva statunitense (n. 1923)
- 6 marzo - Jean-Claude Lavaud, calciatore e allenatore di calcio francese (n. 1938)
- 6 marzo - Ján Popluhár, calciatore cecoslovacco (n. 1935)
- 6 marzo - Edward Ullendorff, linguista britannico (n. 1920)
- 7 marzo - Adrián Escudero, calciatore spagnolo (n. 1927)
- 7 marzo - Chuck Noble, cestista statunitense (n. 1931)
- 8 marzo - Marina Coffa, attrice italiana (n. 1951)
- 8 marzo - Fulvio Fonda, calciatore italiano (n. 1931)
- 8 marzo - Mike Starr, musicista statunitense (n. 1966)
- 9 marzo - Jacques Brichant, tennista belga (n. 1930)
- 9 marzo - Eiko Matsuda, attrice giapponese (n. 1952)
- 9 marzo - Rosario Messina, imprenditore italiano (n. 1942)
- 9 marzo - Inge Sørensen, nuotatrice danese (n. 1924)
- 10 marzo - Don Boven, cestista e allenatore di pallacanestro statunitense (n. 1925)
- 10 marzo - Monica Esposito, storica delle religioni, traduttrice e sinologa italiana (n. 1962)
- 10 marzo - Antonio Ghedini, calciatore italiano (n. 1936)
- 10 marzo - Alexis Josic, architetto francese (n. 1921)
- 10 marzo - Danny Paton, calciatore scozzese (n. 1936)
- 10 marzo - Eddie Snyder, paroliere e compositore statunitense (n. 1919)
- 11 marzo - Hugh Martin, compositore e paroliere statunitense (n. 1914)
- 11 marzo - Philippe Remacle, latinista e grecista belga (n. 1944)
- 12 marzo - Giuseppe D'Avino, calciatore italiano (n. 1927)
- 12 marzo - Juan García-Santacruz Ortiz, vescovo cattolico spagnolo (n. 1933)
- 12 marzo - Jan Hugens, ciclista su strada olandese (n. 1939)
- 12 marzo - Joe Morello, batterista statunitense (n. 1928)
- 12 marzo - Nilla Pizzi, cantante e attrice italiana (n. 1919)
- 12 marzo - Sandro Tuminelli, attore, doppiatore e direttore del doppiaggio italiano (n. 1923)
- 13 marzo - David Rumelhart, psicologo statunitense (n. 1942)
- 13 marzo - Vitalij Jakovlevič Vul'f, storico e traduttore russo (n. 1930)
- 14 marzo - Eros Kara, fumettista e pittore italiano (n. 1929)
- 14 marzo - Giancarlo Del Re, giornalista e scrittore italiano (n. 1931)
- 14 marzo - Olaf Førli, calciatore norvegese (n. 1920)
- 14 marzo - Èduard Guščin, pesista sovietico (n. 1940)
- 14 marzo - Big Jack Johnson, musicista statunitense (n. 1940)
- 14 marzo - Jaime Salazar, calciatore messicano (n. 1931)
- 15 marzo - Leonid Danilovič Agranovič, regista sovietico (n. 1915)
- 15 marzo - Nate Dogg, cantante e rapper statunitense (n. 1969)
- 15 marzo - Yakov Kreizberg, direttore d'orchestra russo (n. 1959)
- 16 marzo - Vittorio Ghidella, ingegnere e dirigente d'azienda italiano (n. 1931)
- 16 marzo - Silvia Montefoschi, medico, biologa e psicoanalista italiana (n. 1926)
- 16 marzo - Francisco Olaya Morales, anarchico, sindacalista e storico spagnolo (n. 1923)
- 16 marzo - Marcello Vittorini, urbanista e ingegnere italiano (n. 1927)
- 17 marzo - Abdel Moneim El-Gindy, pugile egiziano (n. 1936)
- 17 marzo - Alberto Gallitti, montatore italiano (n. 1926)
- 17 marzo - Michael Gough, attore britannico (n. 1916)
- 17 marzo - Egidio Martini, critico d'arte e pittore italiano (n. 1919)
- 17 marzo - Giorgio Medail, giornalista, conduttore televisivo e conduttore radiofonico italiano (n. 1945)
- 18 marzo - Enzo Cannavale, attore italiano (n. 1928)
- 18 marzo - Warren Christopher, politico e diplomatico statunitense (n. 1925)
- 18 marzo - Antonietta Grimaldi, principessa monegasca (n. 1920)
- 18 marzo - Jet Harris, bassista e chitarrista britannico (n. 1939)
- 18 marzo - Romolo Ravarini, scacchista e compositore di scacchi italiano (n. 1917)
- 19 marzo - Roberto Manuel Blanco, calciatore argentino (n. 1938)
- 19 marzo - Gustav Lantschner, sciatore alpino, attore e regista cinematografico austriaco (n. 1910)
- 19 marzo - Mohammed Nabus, giornalista libico (n. 1983)
- 20 marzo - Oliver Humperdink, wrestler statunitense (n. 1949)
- 20 marzo - Andrej Grigor'evič Kalënov, militare russo (n. 1921)
- 20 marzo - Giovanni Nesti, cestista e allenatore di pallacanestro italiano (n. 1922)
- 21 marzo - Nikolaj Andrianov, ginnasta sovietico (n. 1952)
- 21 marzo - Jesús Aranguren, calciatore e allenatore di calcio spagnolo (n. 1944)
- 21 marzo - Alexander von Branca, architetto tedesco (n. 1919)
- 21 marzo - Dragoslava Gerić, cestista jugoslava (n. 1947)
- 21 marzo - Loleatta Holloway, cantante statunitense (n. 1946)
- 21 marzo - Ladislav Novák, allenatore di calcio e calciatore cecoslovacco (n. 1931)
- 21 marzo - Pinetop Perkins, pianista statunitense (n. 1913)
- 21 marzo - Tengku Ampuan Bariah, sovrana malese (n. 1930)
- 21 marzo - Carlo Zoppellari, calciatore italiano (n. 1921)
- 21 marzo - Tat'jana Žuk, pattinatrice artistica su ghiaccio sovietica (n. 1946)
- 22 marzo - Hans Boskamp, calciatore olandese (n. 1932)
- 22 marzo - Patrick Doeplah, calciatore liberiano (n. 1990)
- 22 marzo - Edgar Lacey, cestista statunitense (n. 1944)
- 22 marzo - Vil'jar Loor, pallavolista sovietico (n. 1953)
- 22 marzo - Zoogz Rift, cantautore statunitense (n. 1953)
- 22 marzo - José Soriano, calciatore peruviano (n. 1917)
- 23 marzo - Aldo Allievi, dirigente sportivo italiano (n. 1927)
- 23 marzo - José Argüelles, scrittore e artista statunitense (n. 1939)
- 23 marzo - Jean Bartik, programmatrice statunitense (n. 1924)
- 23 marzo - Richard Leacock, regista britannico (n. 1921)
- 23 marzo - Trevor Storton, calciatore inglese (n. 1949)
- 23 marzo - Elizabeth Taylor, attrice britannica (n. 1932)
- 24 marzo - Hernán Carvallo, calciatore cileno (n. 1922)
- 24 marzo - Bertus van Ellinkhuizen, pittore e incisore olandese (n. 1939)
- 24 marzo - Julijan Gbur, vescovo cattolico ucraino (n. 1942)
- 24 marzo - Bob Knights, pallanuotista britannico (n. 1931)
- 24 marzo - Lanford Wilson, drammaturgo statunitense (n. 1937)
- 25 marzo - César Benavides, generale e politico cileno (n. 1912)
- 25 marzo - Charles Micallef, calciatore maltese (n. 1943)
- 25 marzo - Michele Sovente, poeta italiano (n. 1948)
- 26 marzo - Paul Baran, ingegnere polacco (n. 1926)
- 26 marzo - Greg Centauro, attore pornografico e regista francese (n. 1977)
- 26 marzo - Donatello Dubini, regista svizzero (n. 1955)
- 26 marzo - Brian Etheridge, allenatore di calcio e calciatore inglese (n. 1944)
- 26 marzo - Geraldine Ferraro, politica e avvocata statunitense (n. 1935)
- 26 marzo - František Havránek, allenatore di calcio e calciatore cecoslovacco (n. 1923)
- 26 marzo - Yrjö Hietanen, canoista finlandese (n. 1927)
- 26 marzo - Diana Wynne Jones, scrittrice inglese (n. 1934)
- 26 marzo - Franco Quadri, saggista, traduttore e giornalista italiano (n. 1936)
- 26 marzo - Hélène Surgère, attrice francese (n. 1928)
- 26 marzo - Raymond-Marie Tchidimbo, arcivescovo cattolico guineano (n. 1920)
- 27 marzo - Clement Arrindell, politico nevisiano (n. 1931)
- 27 marzo - José Comblin, presbitero, teologo e scrittore belga (n. 1923)
- 27 marzo - Masoud Estili, calciatore e giocatore di calcio a 5 iraniano (n. 1969)
- 27 marzo - Farley Granger, attore statunitense (n. 1925)
- 27 marzo - H. R. F. Keating, scrittore britannico (n. 1926)
- 27 marzo - George Tooker, pittore statunitense (n. 1920)
- 28 marzo - Lee Hoiby, compositore e pianista statunitense (n. 1926)
- 28 marzo - Giovanni Nannini, attore italiano (n. 1921)
- 28 marzo - George Francis Taylor, numismatico, storico e archeologo britannico
- 29 marzo - José Alencar, politico brasiliano (n. 1931)
- 29 marzo - Bob Benny, cantante e attore televisivo belga (n. 1926)
- 29 marzo - Giuseppe D'Agata, scrittore, sceneggiatore e partigiano italiano (n. 1927)
- 29 marzo - Antonio Laforgia, politico italiano (n. 1927)
- 29 marzo - Robert Tear, tenore, direttore d'orchestra e insegnante gallese (n. 1939)
- 29 marzo - Aarne Vehkonen, sollevatore finlandese (n. 1927)
- 30 marzo - Krasimira Gjurova, cestista bulgara (n. 1953)
- 30 marzo - Ljudmila Markovna Gurčenko, attrice sovietica (n. 1935)
- 30 marzo - Roberto Lovati, calciatore, allenatore di calcio e dirigente sportivo italiano (n. 1927)
- 30 marzo - Antonio Rossano, giornalista italiano (n. 1940)
- 31 marzo - Glenn Adams, cestista statunitense (n. 1917)
- 31 marzo - Mario Cipolla, giornalista e critico cinematografico italiano (n. 1935)
- 31 marzo - Oddvar Hansen, calciatore e allenatore di calcio norvegese (n. 1921)
- 31 marzo - Claudia Heill, judoka austriaca (n. 1982)
- 31 marzo - Svatopluk Mrázek, cestista, allenatore di pallacanestro e dirigente sportivo cecoslovacco (n. 1923)
- 31 marzo - Jim Parker, giocatore di football americano statunitense (n. 1934)
- 31 marzo - Mario Trevi, psicoanalista italiano (n. 1924)
- 31 marzo - Francesco Zama, politico italiano (n. 1927)